# Wólka Tyrzyńska (gromada)
Wólka Tyrzyńska – dawna gromada, czyli najmniejsza jednostka podziału terytorialnego Polskiej Rzeczypospolitej Ludowej w latach 1954–1972.
Gromady, z gromadzkimi radami narodowymi (GRN) jako organami władzy najniższego stopnia na wsi, funkcjonowały od reformy reorganizującej administrację wiejską przeprowadzonej jesienią 1954 do momentu ich zniesienia z dniem 1 stycznia 1973, tym samym wypierając organizację gminną w latach 1954–1972.
Gromadę Wólka Tyrzyńska siedzibą GRN w Wólce Tyrzyńskiej utworzono – jako jedną z 8759 gromad na obszarze Polski – w powiecie kozienickim w woj. kieleckim, na mocy uchwały nr 13e/54 WRN w Kielcach z dnia 29 września 1954. W skład jednostki weszły obszary dotychczasowych gromad Wólka Tyrzyńska, Wólka Tyrzyńska "B", Kępa Wólczyńska, Samowodzie i Kępeczki ze zniesionej gminy Brzeźnica oraz obszar dotychczasowej gromady Dąbrówki ze zniesionej gminy Kozienice w tymże powiecie. Dla gromady ustalono 14 członków gromadzkiej rady narodowej.
31 grudnia 1961 z gromady Wólka Tyrzyńska wyłączono część kolonii Wólka Tyrzyńska Nadwiślańska położoną na prawym brzegu rzeki Wisły, włączając ją do znoszonej gromady Pawłowice w powiecie ryckim w woj. warszawskim.
Gromadę zniesiono 1 stycznia 1969, a jej obszar włączono do gromady Kozienice.